# Moravičany
Moravičany (niem. Morawitschan) – gmina w Czechach, w powiecie Šumperk, w kraju ołomunieckim. Według danych z dnia 1 stycznia 2012 liczyła 1281 mieszkańców.
Dzieli się na trzy części:
- Moravičany
- Doubravice
- Mitrovice

W miejscowości jest stacja kolejowa Moravičany.